# Адам Жампа
Адам Жампа (13 вересня 1990 , Кежмарок, Пряшівський край ) — словацький гірськолижник. Учасник зимових Олімпійських ігор 2014 і 2018. Брат Андреаса Жампи.

## Результати

### Зимові Олімпійські ігри
Усі результати наведено за даними Міжнародної федерації лижного спорту.
Вперше в Олімпійських іграх Жампа взяв участь 2014 року. Тоді в комбінації йому не вистачило 0,67 секунди, щоб здобути свою першу медаль,  і він посів 5-е місце,  після того, як фінішував 21-им (або 27-им) у швидкісному спуску і виграв слаломну частину.
| Рік            | Супергігант | Гігантський слалом | Слалом | Гірськолижна комбінація | Team |
| -------------- | ----------- | ------------------ | ------ | ----------------------- | ---- |
| Сочі 2014      | 28          | 22                 | 6      | 5                       | -    |
| 2018 Пхьончхан | —           | 25                 | 23     | 22                      | 5    |

### Чемпіонати світу
Усі результати наведено за даними Міжнародної федерації лижного спорту.
| Рік  | Супергігант | Гігантський слалом | Слалом | Гірськолижна комбінація | Командні змагання |
| ---- | ----------- | ------------------ | ------ | ----------------------- | ----------------- |
| 2009 | –           | –                  | 21st   | –                       | Н/Д               |
| 2011 | –           | Диск.              | 24     | –                       | 1/8               |
| 2013 | 36          | 17                 | 15     | 13                      | 1/8               |
| 2015 | 34          | НФ1                | 19     | 19                      | НС                |
| 2017 | НФ          | —                  | —      | НС2                     | 2                 |
| 2019 | —           | НФ2                | НС2    | —                       | 5                 |
| 2021 | —           | 8                  | НС1    | —                       | —                 |

### Кубки світу
Усі результати наведено за даними Міжнародної федерації лижного спорту.
| Рік  | Загальний залік   | Гігантський слалом | Слалом            | Гірськолижна комбінація | Вік |
| ---- | ----------------- | ------------------ | ----------------- | ----------------------- | --- |
| 2011 | Не класифікований | Не класифікований  | Не класифікований | Не класифікований       | 20  |
| 2012 | Не класифікований | Не класифікований  | Не класифікований | Не класифікований       | 21  |
| 2013 | 83                | 32                 | 45                | 31                      | 22  |
| 2014 | 91                | –                  | 37                | 22                      | 23  |
| 2015 | 66                | –                  | 32                | 9                       | 24  |
| 2016 | 77                | 41                 | 42                | 12                      | 25  |
| 2017 | 101               | –                  | 43                | 23                      | 26  |
| 2018 | 101               | 45                 | 37                | –                       | 27  |
| 2019 | 116               | 40                 | –                 | –                       | 28  |
| 2020 | 120               | 35                 | –                 | –                       | 29  |

### Потрапляння до першої двадцятки
- 0 перемог
- 0 п'єдесталів

| Сезон | Дата              | Місце проведення              | Дисципліна              | Місце |
| ----- | ----------------- | ----------------------------- | ----------------------- | ----- |
| 2013  | 28 жовтня 2012    | Зельден (Австрія)             | Гігантський слалом      | 9     |
| 2013  | 08 грудня 2012    | Валь-д'Ізер (Франція)         | Слалом                  | 16    |
| 2014  | 17 листопада 2013 | Левій (Фінляндія)             | Слалом                  | 14    |
| 2014  | 26 січня 2014     | Кіцбюель (Австрія)            | Гірськолижна комбінація | 17th  |
| 2015  | 22 грудня 2014    | Мадонна-ді-Кампільйо (Італія) | Слалом                  | 19    |
| 2015  | 16 січня 2015     | Венґен (Швейцарія)            | Гірськолижна комбінація | 15    |
| 2015  | 23 січня 2015     | Кіцбюель (Австрія)            | Гірськолижна комбінація | 7     |
| 2015  | 15 березня 2015   | Кранська Гора (Словенія)      | Слалом                  | 14    |
| 2016  | 22 січня 2016     | Кіцбюель (Австрія)            | Гірськолижна комбінація | 5     |
| 2016  | 24 січня 2016     | Кіцбюель (Австрія)            | Слалом                  | 20    |
| 2017  | 29 грудня 2016    | Санта-Катерина (Італія)       | Гірськолижна комбінація | 17    |
| 2018  | 3 березня 2018    | Кранська Гора (Словенія)      | Гігантський слалом      | 15    |
| 2019  | 2 грудня 2018     | Бівер Крік (США)              | Гігантський слалом      | 19    |
| 2020  | 22 лютого 2020    | Наеба (Японія)                | Гігантський слалом      | 17    |
| 2021  | 5 грудня 2020     | Санта-Катерина (Італія)       | Гігантський слалом      | 7     |
| 2021  | 7 грудня 2020     | Санта-Катерина (Італія)       | Гігантський слалом      | 8     |
| 2021  | 27 лютого 2021    | Бансько (Болгарія)            | Гігантський слалом      | 19    |
| 2021  | 20 березня 2021   | Ленцергайде (Швейцарія)       | Гігантський слалом      | 17    |